# Графстрём, Тира
Инга Тира Карола Графстрём, урождённая Боклунд (швед. Inga Thyra Carola Grafström, 1 ноября 1864, Стокгольм, Швеция — 16 апреля 1925, Стокгольм, Швеция) — шведская художница-текстильщик.

## Биография
Тира Графстрём родилась в семье художника Йохана Боклунда. Она училась в технической школе Konstfack в 1881—1882 годах, а дополнительно обучалась у своего отца Йохана. Тира уже в юности, в 1882 году, пришла в Handarbetets vänner (Друзья по рукоделию), где она достигла руководящих должностей объединения. После того как в 1897—1902 годах Тира Графстрём обзавелась собственной текстильной студией, которая стала ассоциированной с Nordiska Kompaniet, но с 1922 года она снова открыла собственную текстильную мастерскую. Благодаря своей деятельности она стала оказывать сильное влияние на моду, в частности популяризация вышивки. Графстрём была удостоена Медали литературы и искусств в 1907 году.
Тира Графстрём представлена в Национальном музее Швеции с настенным гобеленом в богатом растительном узоре, составленном ею и Фердинандом Бобергом. Она также представлена в Музее лена Евлеборг с несколькими эскизами и работами, сделанными, например, в текстильной студии Тиры Графстрём.

## Награды
- Медаль литературы и искусств (1907)